# نهائي كأس أوروبا 1980
نهائي كأس أوروبا 1980 هي مباراة كرة القدم أقيمت في ملعب سانتياغو برنابيو، في مدريد في 28 مايو 1980، فاز فيها نادي نوتينغهام فورست على نادي هامبورغ 1-0.

## المباراة

### التفاصيل
| نوتينغهام فورست | 1–0   | هامبورغ |
| --------------- | ----- | ------- |
| روبرتسون 20'    | تقرير |         |

| نوتينغهام فورست | هامبورغ |

|  |

## وصلات خارجية
الموقع الرسمي لدوري ابطال أوروبا